# Aphantes syscia
Aphantes syscia är en fjärilsart som beskrevs av Turner 1919. Aphantes syscia ingår i släktet Aphantes och familjen mätare. Inga underarter finns listade i Catalogue of Life.